# Dobrosław II
Dobrosław II - król Zety od 1101 do 1102 roku.
Dobrosław był synem króla Zety Michała I i jego drugiej żony Greczynki, krewnej cesarza Konstantego IX Monomacha. Miał trzech młodszych braci: Petrisława, Nicefora i Teodora. Był też przyrodnim bratem króla Zety, syna Michała I z pierwszego małżeństwa, Konstantyna Bodina.
Król Bodin miał pięciu synów. W połowie lat 90. żaden z nich nie osiągnął jednak jeszcze lat męskich. Natomiast oprócz czterech dorosłych braci przyrodnich króla, żyło jeszcze ośmiu synów jego stryja Radosława. Po śmierci stryja władającego nad Trawunią, najstarszy z nich Banisław nie chciał uznać zwierzchnictwa Bodina. W Zecie nie obowiązywała zasada primogenitury zapewniająca sukcesję najstarszemu synowi władcy. Do sukcesji powołani byli wszyscy dorośli członkowie rodziny królewskiej istniało więc duże prawdopodobieństwo, że w razie śmierci Bodina, przed osiągnięciem przez synów dorosłości, to nie oni obejmą tron. Jeszcze w połowie lat 90. Konstantyn Bodin podjął próbę uregulowania sprawy następstwa tronu. Przyniosła ona śmierć z ręki królewskiej dwóch spośród synów Radosława (Branisława i Gradisława) i ucieczkę pozostałych przy życiu Radosławowiczów pod opiekę cesarza biznatyńskiego.
Sytuacja ta bynajmniej nie rozwiązała sprawy następstwa tronu. Po śmierci Bodina w 1101 roku pretensje do tronu, oprócz walczącej o prawa synów królowej wdowy, zgłosili również bracia przyrodni zmarłego króla, na których czele stanął Dobrosław. Najstarszy syn zmarłego króla, Michał, kilkunastoletni wówczas, uległ ostatecznie i tytuł królewski otrzymał Dobrosław. Na wieść o śmierci Bodina w sprawy Zety postanowił się jednak wmieszać również cesarz bizantyński, wykorzystując zeckich wygnańców przebywających od kilku lat w Konstantynopolu. Z rozkazu cesarskiego synowie i wnukowie Radosława zostali przewiezieni do Dracza. Stamtąd Kočapar Radoslavljević, wspierany przez Bizantyńczyków, udał się do Raszki szukać pomocy przeciw Dobrosławowi.  Raszka stanowiła wówczas terytorium zależne od Zety. Wielki żupan Wukan skorzystał więc z okazji do zrzucenia zwierzchnictwa. W bitwie nad Moračą pokonał wojska Dobrosława, a na tronie Zety osadził Kočapara Radoslavljevicia.
Dobrosław schwytany przez wroga, został uprowadzony do Raszki jako więzień. Po dwunastoletnim uwięzieniu powrócił do Zety  w 1114 roku. Po śmierci swego siostrzeńca Włodzimierza został z rozkazu królowej Jakwinty, która obawiała się jego powrotu do władzy, wykastrowany, oślepiony. Resztę życia spędził zamknięty w klasztorze św. Sergiusza jako mnich.